# Елек
Елекът (мн. ч. елеци) е къса горна дреха без ръкави с копчета отпред. Част е от традиционната българска носия. В македонската носия, основна част на миячката носия е елекът с ръкави – минтан.

## Описание
В наши дни елекът има широка гама от ползвани материали (плетен, кожен и др.), в разнообразни кройки и цветове, с различна орнаментика (гайтани, пискюли, копчета и др.). Има различни видове и според предназначението си:
- Спортен елек, наричан още грейка
- Дълъг елек
- Кожен елек (от лисица, вълк и др.)
- Елек от деним и др.